# San Carlos (samhälle)
San Carlos är ett samhälle i Colombia.   Det ligger i departementet Córdoba, i den nordvästra delen av landet, 500 km norr om huvudstaden Bogotá. San Carlos ligger 27 meter över havet och antalet invånare är 3 447.
Terrängen runt San Carlos är platt. Runt San Carlos är det ganska glesbefolkat, med 50 invånare per kvadratkilometer. Närmaste större samhälle är Montería, 18,5 km väster om San Carlos. Omgivningarna runt San Carlos är huvudsakligen savann.